# Sakura no shiori
„Sakura no shiori” (jap. 桜の栞) – piętnasty singel japońskiego zespołu AKB48, wydany w Japonii 17 lutego 2010 roku przez You! Be Cool.
Singel został wydany w trzech edycjach: dwóch regularnych (Type A, Type B) oraz „teatralnej” (CD). Osiągnął 1 pozycję w rankingu Oricon i pozostał na liście przez 65 tygodni, sprzedał się w nakładzie 404 696 egzemplarzy. Singel zdobył status platynowej płyty.

## Lista utworów
Type A
| CD  |                                                                                 |                                                                                 |                                                                                 |                                                                                 |      |
| Nr  | Tytuł                                                                           | Słowa                                                                           | Kompozycja                                                                      | Aranżacja                                                                       | Czas |
| 1.  | „Sakura no shiori” (jap. 桜の栞)                                                | Yasushi Akimoto                                                                 | Hiroshi Uesugi                                                                  | Kenichi Mitsuda                                                                 | 4:01 |
| 2.  | „Majisuka Rock 'n' Roll” (jap. マジスカロックンロール)                          | Yasushi Akimoto                                                                 | Candy&Megane                                                                    | Yūichi "Masa" Nonaka                                                            | 3:41 |
| 3.  | „Enkyori Poster” (jap. 遠距離ポスター) (Theater Girls ver.)                     | Yasushi Akimoto                                                                 | Kōta Ogawa                                                                      | Yūichi "Masa" Nonaka                                                            | 3:18 |
| 4.  | „Sakura no shiori” (jap. 桜の栞) (off vocal ver.)                               |                                                                                 | Hiroshi Uesugi                                                                  | Kenichi Mitsuda                                                                 | 4:01 |
| 5.  | „Majisuka Rock 'n' Roll” (jap. マジスカロックンロール) (off vocal ver.)         |                                                                                 | Candy&Megane                                                                    | Yūichi "Masa" Nonaka                                                            | 3:41 |
| DVD |                                                                                 |                                                                                 |                                                                                 |                                                                                 |      |
| Nr  | Tytuł                                                                           | Tytuł                                                                           | Tytuł                                                                           | Tytuł                                                                           | Czas |
| 1.  | „Sakura no shiori” (jap. 桜の栞) (Music Clip)                                   | „Sakura no shiori” (jap. 桜の栞) (Music Clip)                                   | „Sakura no shiori” (jap. 桜の栞) (Music Clip)                                   | „Sakura no shiori” (jap. 桜の栞) (Music Clip)                                   |      |
| 2.  | „Majisuka Rock 'n' Roll” (jap. マジスカロックンロール) (Music Clip)             | „Majisuka Rock 'n' Roll” (jap. マジスカロックンロール) (Music Clip)             | „Majisuka Rock 'n' Roll” (jap. マジスカロックンロール) (Music Clip)             | „Majisuka Rock 'n' Roll” (jap. マジスカロックンロール) (Music Clip)             |      |
| 3.  | „Enkyori Poster” (jap. 遠距離ポスター) (Music Clip)                             | „Enkyori Poster” (jap. 遠距離ポスター) (Music Clip)                             | „Enkyori Poster” (jap. 遠距離ポスター) (Music Clip)                             | „Enkyori Poster” (jap. 遠距離ポスター) (Music Clip)                             |      |
| 4.  | Towa hozon-ban „Sotsugyō omedetō” eizō” (jap. 永久保存版「卒業おめでとう」映像) | Towa hozon-ban „Sotsugyō omedetō” eizō” (jap. 永久保存版「卒業おめでとう」映像) | Towa hozon-ban „Sotsugyō omedetō” eizō” (jap. 永久保存版「卒業おめでとう」映像) | Towa hozon-ban „Sotsugyō omedetō” eizō” (jap. 永久保存版「卒業おめでとう」映像) |      |

Type B
| CD  |                                                                                         |                                                                                         |                                                                                         |                                                                                         |      |
| Nr  | Tytuł                                                                                   | Słowa                                                                                   | Kompozycja                                                                              | Aranżacja                                                                               | Czas |
| 1.  | „Sakura no shiori” (jap. 桜の栞)                                                        | Yasushi Akimoto                                                                         | Hiroshi Uesugi                                                                          | Kenichi Mitsuda                                                                         | 4:01 |
| 2.  | „Majisuka Rock 'n' Roll” (jap. マジスカロックンロール)                                  | Yasushi Akimoto                                                                         | Candy&Megane                                                                            | Yūichi "Masa" Nonaka                                                                    | 3:41 |
| 3.  | „Choose me!”                                                                            | Yasushi Akimoto                                                                         | Yūsuke Yamamoto                                                                         | Yūichi Ichikawa                                                                         | 4:02 |
| 4.  | „Sakura no shiori” (jap. 桜の栞) (off vocal ver.)                                       |                                                                                         | Hiroshi Uesugi                                                                          | Kenichi Mitsuda                                                                         | 4:01 |
| 5.  | „Majisuka Rock 'n' Roll” (jap. マジスカロックンロール) (off vocal ver.)                 |                                                                                         | Candy&Megane                                                                            | Yūichi "Masa" Nonaka                                                                    | 3:41 |
| DVD |                                                                                         |                                                                                         |                                                                                         |                                                                                         |      |
| Nr  | Tytuł                                                                                   | Tytuł                                                                                   | Tytuł                                                                                   | Tytuł                                                                                   | Czas |
| 1.  | „Sakura no shiori” (jap. 桜の栞) (Music Clip)                                           | „Sakura no shiori” (jap. 桜の栞) (Music Clip)                                           | „Sakura no shiori” (jap. 桜の栞) (Music Clip)                                           | „Sakura no shiori” (jap. 桜の栞) (Music Clip)                                           |      |
| 2.  | „Majisuka Rock 'n' Roll” (jap. マジスカロックンロール) (Music Clip)                     | „Majisuka Rock 'n' Roll” (jap. マジスカロックンロール) (Music Clip)                     | „Majisuka Rock 'n' Roll” (jap. マジスカロックンロール) (Music Clip)                     | „Majisuka Rock 'n' Roll” (jap. マジスカロックンロール) (Music Clip)                     |      |
| 3.  | „Choose me!” (Music Clip)                                                               | „Choose me!” (Music Clip)                                                               | „Choose me!” (Music Clip)                                                               | „Choose me!” (Music Clip)                                                               |      |
| 4.  | Towa hozon-ban „Honto wa sukideshita” eizō” (jap. 永久保存版「ほんとは好きでした」映像) | Towa hozon-ban „Honto wa sukideshita” eizō” (jap. 永久保存版「ほんとは好きでした」映像) | Towa hozon-ban „Honto wa sukideshita” eizō” (jap. 永久保存版「ほんとは好きでした」映像) | Towa hozon-ban „Honto wa sukideshita” eizō” (jap. 永久保存版「ほんとは好きでした」映像) |      |

Wer. teatralna
| CD |                                                             |                 |                 |                      |      |
| Nr | Tytuł                                                       | Słowa           | Kompozycja      | Aranżacja            | Czas |
| 1. | „Sakura no shiori” (jap. 桜の栞)                            | Yasushi Akimoto | Hiroshi Uesugi  | Kenichi Mitsuda      | 4:01 |
| 2. | „Majisuka Rock 'n' Roll” (jap. マジスカロックンロール)      | Yasushi Akimoto | Candy&Megane    | Yūichi "Masa" Nonaka | 3:41 |
| 3. | „Enkyori Poster” (jap. 遠距離ポスター) (Theater Girls ver.) | Yasushi Akimoto | Kōta Ogawa      | Yūichi "Masa" Nonaka | 3:18 |
| 4. | „Choose me!”                                                | Yasushi Akimoto | Yūsuke Yamamoto | Yūichi Ichikawa      | 4:02 |

## Skład zespołu
„Sakura no shiori”
- Team A:  Atsuko Maeda (środek), Haruna Kojima, Mariko Shinoda, Minami Takahashi, Miho Miyazaki.
- Team K: Tomomi Itano, Yūko Ōshima., Sae Miyazawa.
- Team B: Mayu Watanabe, Rie Kitahara, Yuki Kashiwagi.
- Team S: Jurina Matsui.

„Majisuka Rock 'n' Roll”
- Team A:  Atsuko Maeda (środek), Haruna Kojima, Mariko Shinoda, Minami Takahashi.
- Team K: Tomomi Itano, Yūko Ōshima, Erena Ono.
- Team B: Mayu Watanabe, Yuki Kashiwagi.
- Team S: Jurina Matsui, Rena Matsui.

„Enkyori Poster”
- Team A: Aki Takajō, Aika Ōta, Ami Maeda.
- Team K: Sae Miyazawa, Moeno Nitō.
- Team B: Yuki Kashiwagi (środek), Miho Miyazaki.

„Choose me!”
- Team A: Haruka Nakagawa, Rino Sashihara, Asuka Kuramochi.
- Team K: Minami Minegishi, Ayaka Kikuchi.
- Team B: Rie Kitahara (środek), Tomomi Kasai.

## Notowania
| Lista                                      | Pozycja |
| ------------------------------------------ | ------- |
| Oricon Weekly Singles Chart                | 1       |
| Oricon Yearly Singles Chart                | 12      |
| Billboard Japan Hot 100                    | 1       |
| Billboard Japan Hot Singles Sales          | 1       |
| Billboard Japan Hot Top Airplay            | 3       |
| Billboard Japan Adult Contemporary Airplay | 13      |

## Inne wersje
- Indonezyjska grupa JKT48, wydała własną wersję tytułowej piosenki na pierwszym singlu RIVER w 2013 roku.